# Tomás Rojas
Tomás Rojas Gomez (ur. 12 czerwca 1980 w Veracruz) – meksykański bokser, były zawodowy mistrz świata wagi junior koguciej (do 115 funtów) organizacji WBC. 
Karierę zawodową rozpoczął 16 grudnia 1996. Do marca 2009 stoczył 42 walki, z których 29 wygrał i 11 przegrał (jedną zremisował a jedna została uznana za nieodbytą). W tym okresie zdobył tytuły mistrza Meksyku i WBC International w junior koguciej oraz WBA Fedecentro w junior piórkowej.
18 lipca 2009 pokonał rodaka Everardo Moralesa, przez TKO w dziewiątej rundzie, w walce o tytuł tymczasowego mistrza WBC w wadze junior koguciej. W obronie tytułu 24 października pokonał Evansa Mbambę (Republika Południowej Afryki). Próba zdobycia tytułu pełnoprawnego mistrza WBC i super mistrza WBA nie powiodła się. 12 grudnia przegrał z Wachtangiem Darczinjanem przez KO w drugiej rundzie.
Po rezygnacji Wachtanga Darczinjana z tytułów WBA i WBC pojawiła się kolejna szansa zdobycia pasa WBC. 20 września 2010 w Saitamie (Japonia) o wakujący tytuł spotkał się z Japończykiem Kohei Kono. Wygrał jednogłośnie na punkty i został nowym mistrzem świata.
Do pierwszej obrony tytułu doszło 5 lutego 2011. Pokonał byłego dwukrotnego mistrza WBA Japończyka Nobuo Nashiro. W kolejnej obronie 21 maja wygrał z młodzieżowym mistrzem WBC Meksykaninem Juanem Jose Montesem przez TKO w jedenastej rundzie. Trzecia próba obrony okazała się nieudana. 19 sierpnia przegrał jednogłośnie na punkty z Suriyanem Sor Rungvisaiem z Tajlandii i stracił pas.
Po trzech kolejnych zwycięstwach, 3 listopada 2012, stanął do pojedynku o tytuł mistrza WBC w wadze koguciej. Zmierzył się z broniącym tytułu Japończykiem Shinsuke Yamanaką. Przegrał przez nokaut w siódmej rundzie.   